# Juan de Zumárraga
Fray Juan de Zumarrága, O.F.M. (1468, Durango, Baskicko, Španělsko - 3. června 1548, Ciudad de México, Mexiko) byl španělský duchovní.

## Život

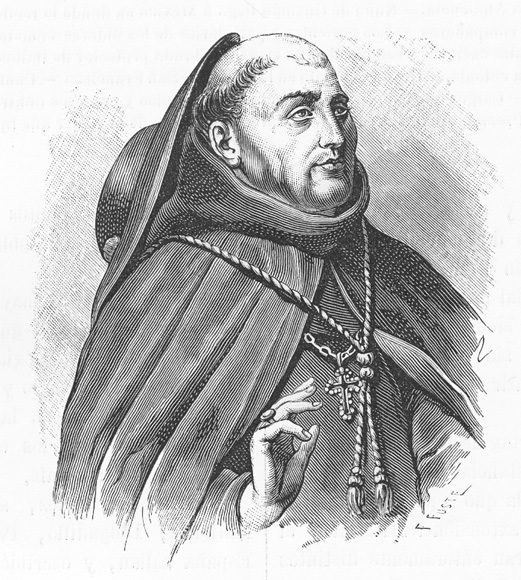
Fray Juan de Zumárraga - první mexický arcibiskup

Byl to františkán, který se stal prvním katolickým biskupem Mexika, tehdy království Nového Španělska, kterému císař Karel V. před odjezdem 1527 propůjčil titul „ochránce indiánů“. Tomuto titulu biskup skutečně dělal čest. Okamžitě po svém nástupu do funkce 1528 informoval císaře o zločinech jeho úředníků, kteří nakládali s indiány pro osobní obohacení jako s otroky, a neváhal nad nimi vyslovit také exkomunikaci, která měla těžké následky i v civilní oblasti. Tímto krokem byl vytvořen předpoklad pro christianizaci Mexika, zvláště když zde působící františkáni a dominikáni spojovali zvěstování evangelia s kulturním vzděláváním a právní ochranou indiánů.
Za Zumárragova episkopátu došlo ke Zjevení Panny Marie v Guadalupe, které se datují od 9. prosince 1531.
Jako biskup se zasadil o: zřízení škol, jako bylo františkánské Colegio Tlatelolco, ale dokonce i dívčí škola pro mladé indiánky. Ve městech Mexiko a Veracruz zřídil nemocnice; zavedl také v Mexikuí knihtisk, díky němuž bylo vytisknuto mnoho knih nejen náboženského obsahu. Byl to schopný hospodář a organizátor, zasazoval se o zřizování manufaktur a rozvoj řemesel pod vedením pracovníků přivezených ze Španělska. Na druhou stranu ale zavedl v Mexiku inkvizici, jíž vydal vzdělaného texcockého šlechtice Carlose Ometochtzina, jenž se pokoušel spojit křesťanské učení s původním náboženstvím svého lidu. Ometochzin byl proto obviněn z kacířství a roku 1539 jako první oběť inkvizice v Mexiku upálen.
Roku 1547 byl Fray Juan de Zumárraga papežem Pavlem III. povýšen na arcibiskupa Mexika, načeš založil diecéze Oaxaca, Michoacan, Tlaxcala, Guatemala, a Ciudad Real de Chiapas a obsadil je světícími biskupy, většinou rovněž františkány. Již o rok později, 3. června 1548 Fray Juan de Zumarrága zemřel ve své rezidenci ve městě Mexiku.